# Participación (filosofía)
El concepto platónico de participación muy importante en la filosofía tradicional, hace referencia a la relación que existe entre las ideas, eternas, perfectas e inmutables, y el mundo material, perecedero, imperfecto y mudable.
Las ideas son, por un lado, el modelo y la forma o esencia de las cosas materiales; por otro lado son el fundamento de los conceptos mediante los cuales conocemos la realidad y nos permite ordenar el mundo en su dimensión lógica y científica.
El orden de participación de las cosas materiales en las ideas hace posible el conocimiento racional por conceptos que responden a la realidad del mundo. Los conceptos universales se forman, según esta filosofía, a partir de la experiencia, por abstracción de las formas comunes en las que participan las cosas materiales.
La realidad, según esta filosofía, está ordenada y es conocida según clases lógicas entendidas como géneros superiores y sucesivamente inferiores hasta llegar a la especie, en la que un grupo de seres queda perfectamente identificado y definido mediante conceptos cuyo significado es una clase natural. 
Los conceptos, como clase lógica, agrupan a los individuos en clases naturales; lo que hace posible predicar, como atributo, la propiedad significada por el concepto como "ser" propio de cada uno de los individuos que comprende el concepto.
Los cambios se explican por la posibilidad del cambio de formas accidentales mientras se mantiene la identidad de la forma sustancial.
| Individuos                   | Propiedades: formas genéricas                                      | Propiedades: formas específicas             | Especie o Forma sustancial Que expresa las propiedades genéricas y específicas | Propiedades: formas accidentales                                                            |
| Antonio Juan María           | Ser material Ser vivo Ser vertebrado Ser mamífero Ser sexuado Etc. | Ser racional Tener lenguaje Tener risa Etc. | HOMBRE Ser que participa de la Humanidad                                       | Ser blanco Ser guapo / feo Ser listo / torpe Ser varón / hembra Estar sentado / de pie Etc. |
| Este gato Este otro gato / a | Ser material Ser vivo Ser vertebrado Ser mamífero Ser sexuado Etc. | Cazar ratones Maullar Etc.                  | GATO Ser que participa de la "gatidad"                                         | Ser negro Ser gato / gata Estar dormido Etc                                                 |

## Platón
La doctrina platónica está articulada sobre la ectesis o participación escalonada de todo cuanto existe a partir de la Idea del Bien (el UNO) en el que todo encuentra su origen y fundamento.
Platón era consciente de las dificultades que presenta tal concepto y doctrina y formuló razonamientos dialécticos que ponían en cuestión su propia teoría:
- Si la idea es y permanece una, eterna, inmutable y perfecta, la participación de cada una de sus múltiples participaciones ¿es respecto al todo o solamente respecto a una parte?. Parménides 131, A-E

- Argumento del tercer hombre: Puesto que la idea de hombre y el hombre concreto tienen algo común querrá decirse que participan ambos de una misma idea o "tercer hombre" en un proceso que, a su vez volverá a repetirse en lo que tengan todos de común en un cuarto hombre y así hasta el infinito.

La cuestión es si Platón considera la participación como una cuestión real, ontológica, o meramente ideal, lógica. 
Los textos permiten considerar ambas cosas.
- En el primer caso la idea sería una entidad que se reparte en muchas cosas, siendo el problema ¿cómo se reparte lo que esencialmente es una sola entidad?[5]

- En el segundo las ideas solamente son modelo de las cosas pero se pierde la noción de realidad de las propias ideas. ¿qué realidad es "ser modelo"?.[6]

## Aristóteles
Aristóteles reprocha tanto a su maestro Platón como a Pitágoras el no aclarar la cuestión de la realidad de las ideas, pues considera que la idea pitagórica de la "imitación" es la misma que la de Platón con otro nombre.
Aristóteles rechaza el mundo de las ideas subsistentes; las considera únicamente como formas de la sustancia.
Ello es posible a partir del hecho de no admitir el ser como un género más donde todo queda agotado y confundido al englobar en sí todas las diferencias que hacen posible lo múltiple y determinado.
Aristóteles parte de la realidad sustancial mundana (sustancia primera) en la que el ser como tal está determinado con todas sus diferencias; la forma, por lo tanto, es algo real, principio constitutivo del ser al mismo tiempo que principio dinámico del movimiento. Esto es posible por el concepto de analogía:

Buscar de manera general los elementos de los entes sin distinguir los múltiples sentidos (pollajos legomenon) según los cuales el ente es expresado, hace imposible el encontrarlos, en particular si lo que de esta manera se busca son los elementos de que las cosas están constituidas,
Aristóteles, Metafísica, A 992b 18 ss.

Platón, en definitiva, pretende explicar las diferencias de lo múltiple por el ser. Aristóteles, al contrario, considera que es el ser, como concepto analógico, el que se explica por la existencia de las diferencias de los entes, diferencias reales en sus formas.
Las formas, por tanto, son reales, actúan y se organizan según un orden de perfección establecido y son el fundamento que justifica el conocimiento conceptual como logos que hace posible el razonamiento (según un orden lógico) y el lenguaje como manifestación de la verdad, lenguaje apofántico, la ciencia.
El movimiento es posible por la distinción entre forma sustancial y formas accidentales, y en la eternidad del Mundo.

## Cristianismo
Los cristianos adoptaron el platonismo pues las ideas subsisten en la mente creadora de Dios, frente al aristotelismo que rechaza las ideas subsistentes y la creación.
El segundo sentido, el aristotélico, ofrece en cambio ventajas respecto al conocimiento, pues hace comprensible la participación entre el número y las cosas, al modo pitagórico, y es el sentido que ha prevalecido a través de Aristóteles. 
La reintroducción por los árabes del pensamiento de Aristóteles a partir del siglo XI, sobre todo interpretado por Boecio, suscitó la polémica medieval sobre los universales que marcó todo el pensamiento de la Baja Edad Media.
Santo Tomás de Aquino en el siglo XIII realiza una síntesis cristiana entre ambos pensamientos, Platón y Aristóteles, que permanece sobre todo en el neoescolasticismo.

## En la actualidad
En gran parte de la filosofía actual este concepto ha perdido toda su importancia desde el momento que el concepto de verdad y el conocimiento han perdido su dimensión metafísica por un lado y, por otro, la lógica ha adquirido una dimensión únicamente formal excluyendo cualquier contenido material.
No obstante la hermenéutica del conocimiento como interpretación de lo real adquiere una dimensión de realidad cada vez más cercana a esa pretensión última del conocimiento trascendente como realidad plena no sólo pensada sino conocida, superando la escisión kantiana y acercándose epistemológicamente de forma asintótica mediante la ciencia a la evidencia de lo real.